# Johan Hove
Johan Hove (Sogndal, 2000. szeptember 7. –) norvég korosztályos válogatott labdarúgó, a Groningen középpályása.

## Pályafutása

### Sogndal
Johan Hove Sogndal községben született. Az ifjúsági pályafutását a helyi Sogndal utánpótlás-nevelő akadémiájánál kezdte. 2016-ban mutatkozott be a Sogndal felnőtt csapatában. Először a 2016. május 8-án, Aalesund ellen idegenben 4–1-re megnyert lépett pályára Ole Amund Sveen cseréjeként.

### Strømsgodset
2018. augusztus 14-én másfél éves szerződést írt alá a Strømsgodset együttesével, ahol a 8-as mezszámot kapta. 2018. augusztus 26-án debütált a Rosenborg ellen 4–3-ra elvesztett mérkőzésen, ahol csereként Herman Stengelt váltotta.
Első gólját a 2019. március 31-ei, Haugesund elleni találkozón szerezte. 2019. december 18-án Hove meghosszabbította a szerződését a klubbal 2022. június 30-ig, amelyet később módosították egészen 2023. június 30-ig.

### Groningen
2023. január 17-én a holland Groningen csapatához igazolt 2026 nyaráig.

### A válogatottban
Hove 2019-ben debütált a norvég válogatottban. Először a 2019. szeptember 10-én, Magyarország ellen 3–0-ra megnyert mérkőzésen lépett pályára.

## Statisztikák
2023. február 11. szerint
| Klub         | Szezon   | Osztály     | Bajnokság | Bajnokság | Kupa  | Kupa | Nemzetközi | Nemzetközi | Összesen | Összesen |
| Klub         | Szezon   | Osztály     | Meccs     | Gól       | Meccs | Gól  | Meccs      | Gól        | Meccs    | Gól      |
| ------------ | -------- | ----------- | --------- | --------- | ----- | ---- | ---------- | ---------- | -------- | -------- |
| Sogndal      | 2016     | Tippeligaen | 3         | 0         | 0     | 0    | —          | —          | 3        | 0        |
| Sogndal      | 2017     | Eliteserien | 12        | 0         | 0     | 0    | —          | —          | 12       | 0        |
| Sogndal      | 2018     | OBOS-ligaen | 11        | 0         | 1     | 0    | —          | —          | 12       | 0        |
| Sogndal      | Összesen | Összesen    | 26        | 0         | 1     | 0    | —\|        | —\|        | 27       | 0        |
| Strømsgodset | 2018     | Eliteserien | 5         | 0         | 0     | 0    | —          | —          | 5        | 0        |
| Strømsgodset | 2019     | Eliteserien | 23        | 2         | 1     | 0    | —          | —          | 24       | 2        |
| Strømsgodset | 2020     | Eliteserien | 30        | 10        | 0     | 0    | —          | —          | 30       | 10       |
| Strømsgodset | 2021     | Eliteserien | 29        | 6         | 1     | 1    | —          | —          | 30       | 7        |
| Strømsgodset | 2022     | Eliteserien | 30        | 11        | 3     | 0    | —          | —          | 33       | 11       |
| Strømsgodset | Összesen | Összesen    | 117       | 29        | 5     | 1    | —\|        | —\|        | 122      | 30       |
| Groningen    | 2022–23  | Eredivisie  | 5         | 1         | 0     | 0    | —          | —          | 5        | 1        |
| Összesen     | Összesen | Összesen    | 148       | 30        | 6     | 1    | 0          | 0          | 154      | 31       |